# Kandúrbanda
A Kandúrbanda (Catscratch) egy amerikai rajzfilmsorozat, amelyet Douglas TenNapel készített, és amelyet a Nickelodeon sugárzott 2005. július 9. és 2007. február 10. között az USA-ban, 1 évaddal és 20 epizóddal. A magyar bemutató ismeretlen, a műsor 2010. február 15-ig ment, amikor a Nickelodeon megújult.

## Cselekmény
A sorozat három macskáról szól, Mr. Blikről (magyar fordításban Mr. Úrfi), Gordon Quidról (fordításban Suska Lóci), és Waffle-ról (fordításban Gofri). A macskák gazdagok lettek, mert gazdájuk, Edna Cramdilly meghalt, és rájuk hagyta vagyonát, többek között egy komornyikot, Hovist és egy szörnyfurgont, Gear-t. A sorozat a három macska kalandjait mutatja be, amelyek szürreálisak, viccesek és néha paranormális kalandokba is keverednek.